# Јатаро Ивасаки
Јатаро Ивасаки (јап. 岩崎弥太郎; Кочи, 9. јануар 1835 — Токио, 7. фебруар 1885) био је јапански трговац, финансијер и бизнисмен, познатији као оснивач компаније Мицубиши.

## Детињство и младост
Ивасаки је рођен у месту Кочи у тадашњој јапанској провинцији Тоса (сада префектура Кочи) као дете земљорадника чији су преци услед дугова продали свој статус самураја. Отац му се звао Јађиро а мајка Мива и био је најстарији од укупно троје деце.
Рано се занима за трговину па са својих 19 година одлази на усавршавање у Едо (садашњи Токио) али своје школовање прекида годину дана касније кад сазнаје да му је отац озбиљно повређен услед једног спора са старешином места. Када је локални судија одбио да се позабави случајем, Ивасаки га је оптужио за корупцију због чега је притворен па у затвору остаје седам месеци. Накан пуштања, без посла и у немогућности да настави школовање Ивасаки почиње да ради као локални учитељ.
Када се коначну поново вратио у Едо, почиње да се укључује у политичке догађаје и да учи под реформатором под именом Јошида Тоџо, који је на њега утицао идејама о отварању и развијању кроз трговину и индустрију тадашње под шогунатом затворене земље. Путем Јошиде, Ивасаки добија посао као службеник владе провинције Тоса уз чију је помоћ враћа својој породици статус самураја и бива унапређен на високу позицију у трговини клана Тоса у граду Нагасакију, одговорној за трговину оружја, муниције и материјала за изградњу бродова.
У периоду Меиџи обнове 1868. године, што је проузроковало распаду Шогуната као владајућег тела у Јапану, Ивасаки путује за Осаку и у име Тоса клана закупљује права и трговачку компанију Тсукумо која 1873. године мења име у Мицубиши.

## Мицубиши
У марту 1987. године, Ивасаки постаје председник компаније Мицубиши. Име компаније добија комбиновањем речи mitsu ("три") и hishi (у преводу, "кинески водени кестен", плод коришћен у азијској кихињи чији се облик користи при описивању ромбоидних облика). Лого компаније добија се комбиновањем породичног грба Ивасаки породице и амблемом породице Јаманоучи који су у то време водили клан Тоса и контролисали делове места где је Ивасаки Јатаро припадао.
У периоду од 1874–1875, Ивасаки добије од Јапанске владе понуду да обави трансфер ратног материјал и војске бродовима које је влада услед војних операција на Тајвану придобила. Након њеног завршетка бродови остају у власништву компаније и баш због те блиске везе између Ивасакија и владе, компанија ће доживети успех. Мицубиши подржава новооформљену владу и за њене потребе преноси војску и материјал уз чију је помоћ угушена побуна клана Сацума, 1877. године. Захваљујући успону модерне јапанске државе, Мицубиши као компанија доживљава вртоглави успех.
Временом компанија почиње да улаже и у рударство, оправку и бродоградњу, финансије и економију. Године 1884, закупљује бродоградилиште у Нагасакију која омогућава компанији да се прави производњом бродова у великим размерама.
Ивасаки Јатаро остаће познат и по томе да је често приређивао банкете за разне политичке веродостојнике. У таквим приликама трошио је велике количине новца али је стицао бројне контакте и познанства која су му доносили пословни успех.
Са својих 50 година Ивасаки Јатаро умире од рака стомака па га на место председавајућег наслеђује прво брат Јоносуке, а затим и син Хисаја.